# مزرعه نجف‌آباد
مزرعه نجف آباد یک روستا در ایران است که در استان فارس واقع شده‌است.